# Ulrich von Sax (Abt)
Ulrich von Sax (* vor 1204; † 23. September 1220 in St. Gallen) war von 1204 bis zu seinem Tode Abt von St. Gallen.

## Leben
Ulrich entstammte dem Geschlecht der in der Ostschweiz begüterten Freiherren von Sax, er war der Sohn von Albrecht von Sax. Nach dem Studium  in Paris und Bologna wurde er Portarius in St. Gallen und am 18. Dezember 1204 zum Abt gewählt. Vermutlich 1207 erhielt Ulrich von König Philipp von Schwaben die Regalien verliehen. Ulrich unterstützte seinen Bruder Heinrich im Kampf gegen Hugo I. von Montfort. Die Vogtei über die Abtei, die Ulrich nach dem Tode Philipps an sich gezogen hatte, verlieh er seinem Bruder Heinrich, der diese jedoch wieder abgeben musste, nachdem sich Otto IV. als König durchgesetzt hatte. 1208 kam es zum Streit mit dem Konstanzer Bischof Werner von Staufen um die Burg Rheineck, der mit einer Niederlage Ulrichs auf dem Breitfeld endete. Die Bildkapelle auf dem damaligen Schlachtfeld erinnert an dieses Blutvergiessen.
Als der Staufer Friedrich II. 1212 nach Deutschland zog, kam ihm Ulrich entgegen und begleitete ihn bis nach Basel. Auch in der Folgezeit ist er häufig in der Umgebung Friedrichs  anzutreffen. Ulrich leitete eine Gesandtschaft Friedrichs zu Papst Innozenz III., der ihm das Recht verlieh, die Mitra zu tragen. 1217 gewährte ihm Honorius III. das Recht auf Mitra und Ring. Ulrich wurde mehrmals vom Papst als Schiedsrichter in kirchlichen Auseinandersetzungen berufen. Er baute die Herrschaft der Abtei aus. Gemeinsam mit seinem Bruder Heinrich errichtete er die Burg Clanx. Auch in St. Gallen entfaltete er eine rege Bautätigkeit. Für arme Frauen errichtete er in der Stadt eine Wöchnerinnenfürsorge. 
Freund des Minnesängers Ulrich von Singenberg, von den Päpsten geehrt, von den Königen Philipp und Friedrich II. begünstigt, ernannte seinen Bruder Heinrich von Sax zum Vogt von St. Gallen, unterstützte mit diesem Friedrich II. im Kampfe gegen Otto (Einzug Friedrichs II. in Konstanz 1212), nahm teil am lateranischen Konzil 1215, erwirkte vom Papste die Seligsprechung des  Notker. Er war Gesandter des Kaisers an Papst Honorius III. 1217.  Ulrich bereitete sich darauf vor, mit Friedrich II. nach Italien zu ziehen, als er 1220 einem Fieber erlag.